# ماكس ليو
ماكس ليو (بالألمانية: Max Leo)‏ هو متسابق على الجليد بمزلاجة ألماني، ولد في 16 ديسمبر 1941 في تيغرنزيه في ألمانيا، وتوفي في 20 يوليو 2012.